# Nastja Kamenskych
Anastasija Oleksijivna Kamenskych (ukrainska: Анастасія Олексіївна Каменських), född 4 maj 1987 i Kiev, mer känd som Nastja Kamenskych, är en ukrainsk sångare. 

## Karriär
Efter att ha studerat i både Frankrike och Italien avslutade hon sina studier vid musikskolan i Kiev i Ukraina när hon var femton år. Hon tog även lektioner i balett  som hon hållit på med i över åtta år.
År 2004 påbörjades hennes professionella musikkarriär. Hon har deltagit i flera festivaler och musiktävlingar sedan dess och tog även emot priset UBN Award. Hon har också varit med i flera ryska TV-program. Hon har släppt två album och släppt ett par framgångsrika singlar.

## Diskografi

### Album
- 2008 - Не пара
- 2009 - Не люби мне мозги